# 豊中市立第六中学校
豊中市立第六中学校（とよなかしりつ だいろくちゅうがっこう）は、大阪府豊中市庄内幸町四丁目にあった公立中学校。2020年(令和2年)、豊中市立第十中学校と統合して豊中市立庄内さくら学園中学校へと改編された。
旧豊能郡庄内町の中学校として、1947年に開校した。2003年以降、閉校に至るまで「花と緑の学校づくり」として校内緑化の取り組みに力を入れていた。

## 沿革
- 1947年3月 - 大阪府豊能郡庄内町立中学校として設置。
- 1950年6月 - 豊能郡庄内町大字三屋223番地（現在地・当時の住所表示）に移転。
- 1955年1月 - 庄内町が豊中市に編入されたことに伴い、豊中市立庄内中学校と改称。
- 1959年4月 - 豊中市立第六中学校と改称。
- 1961年3月 - 豊中市立第七中学校を分離。
- 1965年4月 - 大阪府教育委員会より、技術家庭科の研究校に指定される。
- 1966年8月 - 校歌制定。
- 1967年7月 - 大阪府教育委員会より、理科教育施設モデル校に指定される。
- 1969年4月 - 大阪府教育委員会より、一般教育および特殊教育の研究校に指定される。
- 1972年3月 - 校区の一部を、新設の豊中市立第十中学校に分離。
- 1975年3月 - 通学区域変更。従来の豊中市立第七中学校の校区の一部を編入。
- 1994年4月 - 豊中市教育委員会から「体力づくり」の研究校に指定される。
- 1995年1月17日 - 阪神・淡路大震災で校舎・校区被災。
- 2003年6月 - 「花と緑の学校づくり」の取り組みを開始。
- 2017年 - 創立70周年を迎え、「創立70周年記念式典」を行う。
- 2018年9月4日 - 台風21号で被災。西門の破損などの被害。
- 2020年4月 - 豊中市が進める「魅力ある学校づくり計画」に基づき、豊中市立第十中学校と統合し、豊中市立庄内さくら学園中学校となる。第十中学校の施設を活用中。

## 通学区域
- 豊中市立庄内小学校の通学区域。
- 豊中市立庄内南小学校、豊中市立千成小学校の通学区域のそれぞれ一部。
  - 豊中市立中学校通学区域一覧表を参照。

## 交通
- 庄内駅 南西へ約800m（徒歩約10分）。